# フレジュス
フレジュス （Fréjus）は、フランス、プロヴァンス＝アルプ＝コート・ダジュール地域圏、ヴァール県のコミューン。リヴィエラ海岸にある海辺のリゾート地である。

## 地理・気候

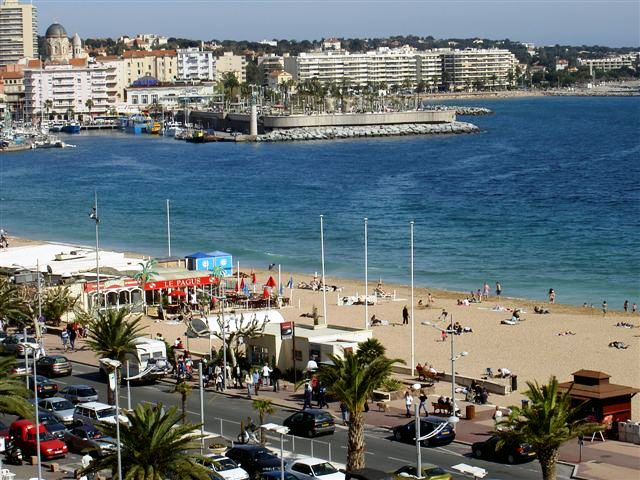
フレジュス＝プラージュ地区

ヴァール県東部に位置するフレジュスは、アルジャン川とレイラン川に挟まれた氾濫原にある。東はモール山地、西はエステレル山地である。コミューンの西端は地中海に面したフレジュス湾である。
夏は暑く乾燥し、冬は温暖で湿潤な、地中海性気候である。モール山地とエステレル山地に守られているものの、時にはミストラルが吹き付ける。まれではあるが、レヴァント風とシロッコが吹き荒れることもある。年間平均気温は14.4℃、日照時間は年約2748時間である。

## 由来
フレジュスとは、『ユリウスの市場』を意味する、ローマ植民地Forum Juliiから派生したものである。2世紀にはForum Julium、1024年にはFrejurio、14世紀以降に現在の名に固定された。1801年以前は、アクサンテギュのないFrejusであった。

## 歴史

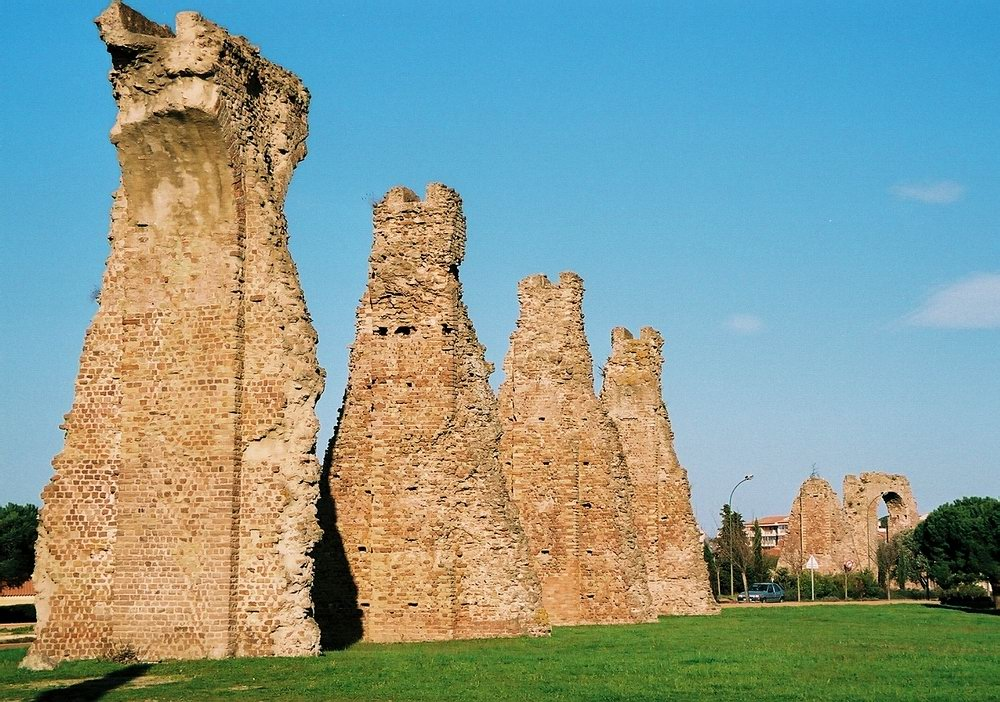
ローマの水道橋

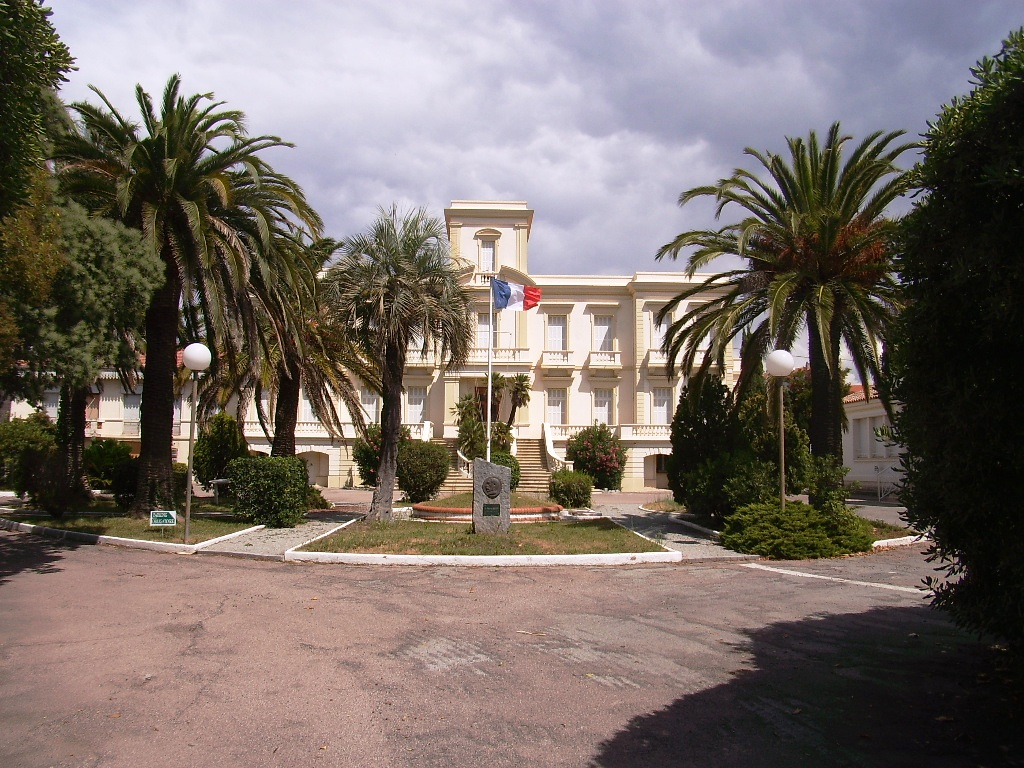
シャトー・ガリエーニ

フレジュスの最初の定住者は、Ægytna（現在のサン＝ラファエルにあるアゲ地区）の天然港にいたリグリア人であった。オーリアスク山には当時の砦跡が残っている。当時の風景は現在とは違っていた。フレジュスの丘は現在よりも内陸にあり、湿地帯で海から切り離されていた。このために外部からの攻撃や、洪水の危険から守られているうえ、海との行き来も容易であった。少なくとも、紀元前43年にはフレジュスの地に町があった。紀元前29年から紀元前27年の間にColonia Octaviorumと呼ばれた。当時の町は、農産品と手工芸品の重要な市場町であった。アウグストゥス帝時代の名はForum Iuliia Octavanorum Coloniaであった。紀元前22年にガリア・ナルボネンシスが属州となり、フレジュスはオスティアに次ぐガリア・ナルボネンシス第2の港湾および海軍基地となった。ティベリウス帝時代に、現在も残る主要なローマ建築物が建てられた。アンフィテアトルム、水道橋、灯台、ローマ浴場、劇場である。4世紀、フレジュスにキリスト教の司教座が設置された。
司教座の町となったにもかかわらず、港に砂が堆積したために町は衰退していった。572年にはロンバルド族が、574年にはサクソン人が町で略奪を行った。896年にはサラセン人がアプト周辺を荒らしまわった。9世紀終わりには町は破壊しつくされ、住民たちは攻撃の及ばない後背地へ逃れるか、サラセン人によってフラシネトゥム（現在のラ・ガルド・フレヌ）へ連れ去られた。973年、プロヴァンス伯ギヨーム1世がサラセン人を退けると、フレジュスの港と町はプロヴァンス伯領に組み込まれた。サン＝レオンス聖堂はこの時代に建てられ、町が城壁で囲まれた。1347年、フレジュスは黒死病の大流行に見舞われた。
1471年、フレジュスには266世帯が暮らしていた。また、この時代に海からはバルバリア海賊の攻撃を受けた。1485年に再びペストが流行した時、聖パオラのフランチェスコのとりなしで町は奇跡によって守られたとされた。これ以降、パオラのフランチェスコはフレジュスの守護聖人となっている。
近世のフレジュスは、ユグノー戦争の戦場となったり、プリンツ・オイゲンの侵攻を受けたりと、不安定な時代を送った。1860年、市は海と旧市街の間に横たわる湿地の干拓事業を開始した。海辺のリゾート地として注目され、イギリス人観光客たちのための別荘やホテルが20世紀初頭に建てられた。
1911年、海軍航空基地の設置が決定された。1913年9月23日、地中海を横断しチュニジアへ向かう途中でローラン・ギャロスがフレジュスに立ち寄った。新たに陸軍大臣となったジョゼフ・ガリエニがフレジュスに住居を構えていたために、フレジュスにはフランス植民地軍の駐屯地がつくられた。海外領土から集まる兵士のため、フレジュスにパゴダやモスクが建てられた。並行して、1920年代には海に面したフレジュス＝プラージュ地区には海水浴場、ホテルが整備された。
1942年11月、ドイツ国防軍がフレジュスの海軍航空基地を占領した。
1959年12月に近くのマルパッセダムが決壊し、町民の5%にあたる400人余りが洪水に巻き込まれて死亡し、町内にある古代建造物も被害を受けた。

## 交通
- 空港 - カンヌ＝マンドリュー空港
- 道路 - A8、N98、N7
- 鉄道 - TERプロヴァンス＝アルプ＝コート・ダジュール、フランス国鉄フレジュス駅

## 出身者
- ケヴィン・コンスタン：サッカー選手
- エマニュエル＝ジョゼフ・シエイエス：政治家
- アンナ・ムグラリス：女優
- レイヴァン・クルザワ：サッカー選手
- ムエズ・アセン：サッカー選手

## 姉妹都市
- バゼイユ、フランス
- ドゥンベア、フランス
- フレデリックスバーグ (バージニア州)、アメリカ合衆国
- パオラ (イタリア)、イタリア
- ピエーヴェ・ディ・テーコ、イタリア
- タバルカ、チュニジア
- トリベルク・イン・シュヴァルツヴァルト、ドイツ